# جورجي ماركوف
جورجي ماركوف (بالبلغارية: Георги Марков)‏ ( 1 مارس (آذار) 1929 – 11 سبتمبر (أيلول) 1978 )أديب وروائي و كاتب مسرح وصحفي بلغاري منشق. عمل في بلاده لكنه غادرها بعد تولي الشيوعي تودور جيفكوف الحكم
سافر إلى بريطانيا وعمل مقدم وصحفي في هيئة الإذاعة البريطانية وكانت سهام نقده اللاذعة والمتهكمة في الوقت نفسه على الشيوعية وحكومة بلاده سبب في مقتله على يد رجال الإستخبارات السوفياتية (كي جي بي).

## جريمة المظلة
دامت الحرب الباردة خمسين عامًا لكنها دون مواجهات مباشرة بين المعسكرين الليبرالي والشيوعي، بينما كان جنودها هم الجواسيس. سار الكاتب والروائي البلغاري المنشق جورجي ماركوف على جسر واترلو في لندن على نهر التايمز، متجهًا نحو موقف للحافلات؛ ليركب إلى عمله بهيئة الإذاعة البريطانية (بي بي سي). على حين غرة شعر ماركوف بألم حاد في فخذه اليمنى من الخلف، كأنما لسعته حشرة. نظر إلى الوراء فأبصر رجلًا يلتقط مظلة من فوق الأرض، ثم هرع الرجل مجتازًا الطريق إلى الرصيف الآخر، وركب سيارة أجرة، ومضى في حال سبيله.
لما بلغ ماركوف مقر عمله، لاحظ بثرة حمراء صغيرة في فخذه، والألم يتضاعف. أخبر ماركوف زملاءه في العمل عن الحادثة، وعند حلول المساء انتابته حمى شديدة، نقل على أثرها إلى مستشفى سانت جيمس في لندن، حيث مات بعد أربعة أيام. حصلت الحادثة سنة 1978 وعمره يناهز 49 سنة. وسبب الوفاة أن مقدمة المظلة كانت مشبعة بسم الريسن.
أطلق على هذه الجريمة (جريمة المظلة). وكان جورجي ماركوف منشقًّا وينتقد الشيوعية بحدة وضراوة؛ فكانت هذه نهايته على يد الاستخبارات السوفياتية كي جي بي.

## روابط خارجية
- جورجي ماركوف على موقع IMDb (الإنجليزية)
- جورجي ماركوف على موقع الموسوعة البريطانية (الإنجليزية)
- جورجي ماركوف على موقع إن إن دي بي (الإنجليزية)